# Simeon Bavier
Simeon Bavier, född 16 september 1825 i Chur i kantonen Graubünden, död 27 januari 1896 i Basel, var en schweizisk ingenjör och politiker.
Bavier inträdde 1845 i sin kantons tjänst såsom ingenjör vid åtskilliga bergverksarbeten och ägnade sig sedan början av 1850-talet en längre tid åt järnvägsanläggningar.  År 1851 blev han ledamot av stora rådet i Graubünden och 1863 ledamot av nationalrådet samt skickades 1876 till Ticino för att lugna partistiderna där, blev 1878 ledamot av förbundsrådet och var 1882 förbundspresident. Åren 1883–95 var han envoyé i Rom. Hans Die Strassen der Schweiz (1878) är epokgörande för de schweiziska vägförhållandenas historia.